# Arthur Gottlein
Arthur Gottlein (* 15. Juni 1895 in Wien; † 16. September 1977 ebenda) war ein österreichischer Filmpionier, Schauspieler, Regieassistent, Regisseur, Filmeditor, Aufnahmeleiter, Drehbuchautor und Filmfunktionär (Gewerkschafter).

## Leben und Wirken
Gottlein besuchte die Handelsschule und knüpfte bereits 1913 seinen ersten Kontakt zum Film, als er mit einer nicht näher bekannten Hilfstätigkeit an der ersten ambitionierten österreichischen Großproduktion Der Millionenonkel des Produzenten Sascha Kolowrat-Krakowsky teilnahm. Für dessen Sascha-Film war er in der Folgezeit in unterschiedlichen, durchgehend untergeordneten Funktionen tätig. Gottlein arbeitete (seit 1915) vor allem als Hilfsregisseur bzw. Regieassistent, zu Beginn der 20er Jahre auch an einigen sehr kostspieligen und ambitionierten Großproduktionen des Ungarn Michael Kertesz, allen voran Sodom und Gomorrha und Die Sklavenkönigin. Während des Ersten Weltkriegs diente Gottlein als Landwehrsoldat dem k.u.k. Kriegspressequartier, dem er bei der Herstellung patriotischer und propagandistischer Filme half.
Nach dem Krieg arbeitete Gottlein auch anderen bedeutenden Regisseuren wie Robert Wiene, Alexander Korda, Max Neufeld, Robert Land, E. W. Emo und Kurt Gerron zu. An bis zu 150 Filmen soll er in den ersten 25 Jahren seines beruflichen Schaffens beteiligt gewesen sein. Bei mindestens drei namentlich bekannten Filmen, von denen nur einer datiert werden kann, führte er bis 1938 Regie: Der Rastelbinder, Die dem Herrn nicht folgen und Seitensprünge. Ende der zwanziger Jahre entwickelte Arthur Gottlein  gemeinsam mit Otto Nemeth eine eigene Tonfilmapparatur namens Imago Vox. Mit Anbruch der Tonfilm-Ära drehte Gottlein eine Reihe von kurzen Lustspielen mit Karl Farkas, mit dem er bereits 1923 in Namenlos gemeinsam vor der Kamera gestanden hatte, und stellte mehrere Kultur- und Werbefilme her.
Gottleins letzte heimische Arbeit wurde 1937 die Aufnahmeleitung zu Jakob Julius Flecks Anzengruber-Verfilmung Der Pfarrer von Kirchfeld, die letzte von antisemitischen Vorgaben komplett unabhängige österreichische Filmproduktion bis 1945. Infolge des Anschluss Österreichs wurde der Jude Gottlein kaltgestellt. Im Juli 1939 gelang ihm von Genua aus die Flucht auf die Philippinen.
Dort inszenierte er für die US-Firma Minerva Pictures mit einheimischen Crews sieben Spielfilme in Englisch und Tagalog, zu denen er auch die Drehbücher verfasste. Keiner dieser Filme ist derzeit namentlich bekannt. 1941 reiste Gottlein kurzzeitig nach Shanghai, von wo er infolge des ausbrechenden Pazifikkrieges nicht mehr auf die Philippinen heimkehren konnte. Daraufhin gründete er die Shanghaier Puppenspiele, mit denen Gottlein Stücke von Ferdinand Raimund und Johann Nestroy auf Englisch und Chinesisch aufführte.
1949 kehrte Arthur Gottlein nach Wien heim; seine Beteiligungen an Filmen waren jetzt nur noch minimal. 1966 organisierte er eine Ausstellung zum österreichischen Film im Wiener Rathaus, zehn Jahre darauf veröffentlichte er den Erinnerungsband „Der österreichische Film“, der die österreichische Kinogeschichte mit zahlreichen Abbildungen Revue passieren ließ.
Gottlein hat sich, neben seiner praktischen Arbeit beim Film und seiner Tätigkeit als Filmchronist, auch karitativ betätigt und sich intensiv für die Rechte von Filmschaffenden engagiert. 1922 beteiligte er sich an der Gründung des Filmbundes und setzte sich ab 1954 als Mitarbeiter der Gewerkschaft der Filmschaffenden für die soziale Absicherung von Filmkünstlern ein. Im Herbst 1956 organisierte er eine Hilfsaktion für ungarische Flüchtlinge.
Vom österreichischen Staat wurde er mit einer Reihe von Auszeichnungen bedacht, darunter das Silberne Ehrenzeichen für seine Verdienste um die Republik Österreich und 1976 der Professoren-Titel.

## Filmografie
- 1921: Cherchez la femme! (Regieassistenz)
- 1921: Frau Dorothys Bekenntnis (Regieassistenz)
- 1922: Sodom und Gomorrha (Regieassistenz)
- 1922: Die Strafe (Regieassistenz)
- 1922: Die Sünde (Regieassistenz)
- 1923: Der junge Medardus (Regieassistenz)
- 1923: Namenlos (Schauspieler)
- 1924: Wenn du noch eine Mutter hast (Regieassistenz)
- 1924: Die Sklavenkönigin (Regieassistenz)
- 1927: Der Rastelbinder (Regie mit Heinz Hanus und Maurice Armand Mondet)
- 1928: Liebe im Mai (Aufnahmeleitung)
- 1929: Revolution der Jugend (Regieassistenz)
- 1929: Eros in Ketten (Regieassistenz)
- 1930: Eine Dirne ist ermordet worden (Aufnahmeleitung)
- 1931: Das Schicksal einer schönen Frau (Madame Blaubart) (Aufnahmeleitung)
- 1931: Ein Auto und kein Geld (Aufnahmeleitung)
- 1934: Bretter, die die Welt bedeuten (Regieassistenz)
- 1935: Tagebuch der Geliebten (Regieassistenz und Aufnahmeleitung)
- 1936: Fräulein Lilli (Regieassistenz)
- 1937: Der Pfarrer von Kirchfeld (Aufnahmeleitung)

## Anmerkung
1. ↑  andere Quellen nennen den 13. Juni